# 2e regering van Israël
De 2e regering (ook bekend als het kabinet–Ben-Gurion II) was de uitvoerende macht van de Staat Israël van 1 november 1950 tot 8 oktober 1951. Premier David Ben-Gurion (Mapai) stond aan het hoofd van een coalitie van Mapai, de Mizrahi Beweging, Verenigd Israël, de Progressieve Partij en Het Religieus Midden

## Ambtsbekleders
| Ambtsbekleder                                      | Ambtsbekleder          | Ambtsbekleder                                      | Functie                               | Ambtstermijn    | Ambtstermijn      | Partij                       |
| -------------------------------------------------- | ---------------------- | -------------------------------------------------- | ------------------------------------- | --------------- | ----------------- | ---------------------------- |
|                                                    | David Ben-Gurion       | David Ben-Gurion דָּוִד בֶּן-גּוּרִיּוֹן (1886–1973)         | Premier                               | 14 mei 1948     | 26 januari 1954   | Mapai                        |
| Minister van Defensie                              | David Ben-Gurion       | David Ben-Gurion דָּוִד בֶּן-גּוּרִיּוֹן (1886–1973)         |                                       | 14 mei 1948     | 26 januari 1954   | Mapai                        |
|                                                    | Moshe Sharett          | Moshe Sharett משֶׁה שָרֵת (1894–1965)                  | Minister van Buitenlandse Zaken       | 14 mei 1948     | 18 juni 1956      | Mapai                        |
|                                                    | Chaim-Moshe Shapira    | Chaim-Moshe Shapira חיים משה שפירא (1902–1970)     | Minister van Binnenlandse Zaken       | 10 maart 1949   | 24 december 1952  | Nationaal- Religieuze Partij |
| Minister van Volksgezondheid                       | Chaim-Moshe Shapira    | Chaim-Moshe Shapira חיים משה שפירא (1902–1970)     | 14 mei 1948                           | 8 oktober 1951  |                   | Nationaal- Religieuze Partij |
| Minister van Immigratie                            | Chaim-Moshe Shapira    | Chaim-Moshe Shapira חיים משה שפירא (1902–1970)     | 14 mei 1948                           | 8 oktober 1951  |                   | Nationaal- Religieuze Partij |
|                                                    | Eliezer Kaplan         | Eliezer Kaplan אליעזר קפלן (1881–1952)             | Minister van Financiën                | 14 mei 1948     | 25 juni 1952      | Mapai                        |
|                                                    | Pinchas Rosen          | Pinchas Rosen פנחס רוזן (1887–1978)                | Minister van Justitie                 | 14 mei 1948     | 8 oktober 1951    | Progressieve Partij          |
| Minister van Landbouw                              | Pinchas Rosen          | Pinchas Rosen פנחס רוזן (1887–1978)                | 1 november 1950                       | 8 oktober 1951  |                   | Progressieve Partij          |
|                                                    | Jakob Geri             | Jakob Geri יעקב גרי (1901–1974)                    | Minister van Economie                 | 1 november 1950 | 8 oktober 1951    | Onafhankelijk                |
|                                                    | Golda Meïr             | Golda Meïr גּוֹלְדָּה מֵאִיר (1898–1978)                  | Minister van Arbeid                   | 10 maart 1949   | 18 juni 1956      | Mapai                        |
|                                                    | Itzhak-Meir Levin      | Itzhak-Meir Levin יצחק מאיר לוין (1893–1971)       | Minister van Sociale Zaken en Welzijn | 14 mei 1948     | 18 september 1952 | Verenigd Israël              |
|                                                    | David Remez            | David Remez דוד רמז (1886–1951)                    | Minister van Onderwijs en Cultuur     | 1 november 1950 | 19 mei 1951       | Mapai                        |
|                                                    | David Ben-Gurion       | David Ben-Gurion דָּוִד בֶּן-גּוּרִיּוֹן (1886–1973)         | Minister van Onderwijs en Cultuur     | 19 mei 1951     | 8 oktober 1951    | Mapai                        |
|                                                    | Dov Yosef              | Dov Yosef דב יוסף (1899–1980)                      | Minister van Vervoer                  | 1 november 1950 | 8 oktober 1951    | Mapai                        |
|                                                    | Bechor-Shalom Sheetrit | Bechor-Shalom Sheetrit בכור-שלום שטרית (1895–1967) | Minister van Openbare Veiligheid      | 14 mei 1948     | 2 januari 1967    | Sfaradim VeEdot Mizrah       |
|                                                    | Jehoeda Leib Maimon    | Jehoeda Leib Maimon יהודה לייב מימון (1875–1962)   | Minister van Religieuze Zaken         | 14 mei 1948     | 8 oktober 1951    | Het Religieus Midden         |
| Minister voor Vluchtelingen en Oorlogsslachtoffers | Jehoeda Leib Maimon    | Jehoeda Leib Maimon יהודה לייב מימון (1875–1962)   |                                       | 14 mei 1948     | 8 oktober 1951    | Het Religieus Midden         |